# Gabriel Gudmundsson
Gabriel Gudmundsson, né le 29 avril 1999 à Malmö en Suède, est un footballeur international suédois qui évolue au poste d'arrière gauche ou de milieu gauche à Leeds United.

## Biographie

### Halmstads BK
Né à Malmö en Suède, Gabriel Gudmundsson est formé par l'Halmstads BK. Il débute en professionnel alors que le club évolue dans le Superettan. Il joue son premier match avec l'équipe première alors qu'il n'a que 16 ans, le 27 février 2016, en coupe de Suède face au Degerfors IF. Il entre en jeu lors de cette partie et son équipe s'impose sur le score de trois buts à zéro. C'est face à cette même équipe que Gudmundsson fait ses débuts en championnat, le 7 mai 2016, mais cette fois son équipe s'incline (0-1). Le club termine troisième du championnat cette saison-là, et se qualifie pour les barrages pour la montée. Halmstads est promu en première division à la suite de ces matchs.
Gudmunsson découvre donc l'Allsvenskan lors de la saison 2017. Il joue son premier match dans l'élite du football suédois le 9 avril 2017 contre le Jönköpings Södra IF (2-2). Le 20 août 2017 il inscrit son premier but en championnat, lors de la défaite face au Djurgårdens IF (2-1). Le jeune ailier dispute en tout 25 matchs de championnat cette saison-là pour quatre buts mais ne peut empêcher la relégation de son club, qui termine 15e (sur 16).

### FC Groningue
Le 28 mai 2019 Gabriel Gudmundsson rejoint les Pays-Bas en s'engageant pour trois ans avec le FC Groningue,. Le 3 août 2019 Gudmundsson joue son premier match sous ses nouvelles couleurs, lors de la première journée de la saison 2019-2020 d'Eredivisie face au FC Emmen. Il est titulaire au poste d'ailier droit ce jour-là et son équipe s'impose sur le score de un but à zéro. Le 4 octobre 2019 il inscrit son premier but pour Groningue lors de la victoire de son équipe en championnat contre le RKC Waalwijk (3-0).
Lors de la saison 2020-2021, son entraîneur Danny Buijs le fait davantage jouer au poste d'arrière gauche. C'est à ce poste qu'il devient l'une des révélations du championnat et attire plusieurs grands clubs européens.

### LOSC Lille
Le 31 août 2021, dernier jour du mercato estival, le LOSC Lille annonce l'arrivée de Gabriel Gudmundsson,.
Il inscrit son premier but sous les couleurs du LOSC, lors d'un déplacement face à l'Olympique lyonnais. Titulaire ce jour-là, il donne la victoire à son équipe en étant le seul buteur de la partie. Il est le premier Suédois à marquer pour Lille depuis Kennet Andersson, 28 ans auparavant. Décrit comme quelqu'un de calme et timide, Gudmundsson est considéré comme un joueur travailleur et s'impose sur l'aile gauche dès sa première saison au LOSC, notamment grâce à sa polyvalence.

### Leeds United
Le 8 juillet 2025, Gabriel Gudmundsson rejoint l'Angleterre afin de s'engager en faveur de Leeds United. Il signe un contrat de quatre ans, soit jusqu'en juin 2029.

### En sélection
Gabriel Gudmundsson commence sa carrière internationale avec l'équipe de Suède des moins de 17 ans. Il joue deux matchs avec cette sélection en 2016, et marque un but.
Gabriel Gudmundsson joue son premier match pour l'équipe de Suède espoirs le 22 mars 2019 face à la Russie. Il est titularisé lors de cette partie que la Suède perd sur le score de deux buts à zéro.
Gabriel Gudmundsson honore sa première sélection avec l'équipe nationale de Suède le 9 juin 2022, à l'occasion d'une rencontre de Ligue des nations face à la Serbie. Il entre en jeu à la place de Viktor Claesson et son équipe s'incline par un but à zéro,.

## Statistiques
| Saison                | Club                  | Championnat           | Championnat | Championnat | Championnat | Coupe(s) nationale(s) | Coupe(s) nationale(s) | Coupe(s) nationale(s) | Compétition(s) continentale(s) | Compétition(s) continentale(s) | Compétition(s) continentale(s) | Compétition(s) continentale(s) | Total | Total | Total |
| Saison                | Club                  | Division              | M.          | B.          | P.d.        | M.                    | B.                    | P.d.                  | Comp.                          | M.                             | B.                             | P.d.                           | M.    | B.    | P.d.  |
| 2016                  | Halmstads BK          | Superettan            | 19          | 0           | 0           | 1                     | 0                     | 0                     | -                              | -                              | -                              | -                              | 20    | 0     | 0     |
| 2017                  | Halmstads BK          | Allsvenskan           | 25          | 4           | 0           | 2                     | 1                     | 0                     | -                              | -                              | -                              | -                              | 27    | 5     | 0     |
| 2018                  | Halmstads BK          | Superettan            | 28          | 9           | 4           | 3                     | 1                     | 1                     | -                              | -                              | -                              | -                              | 31    | 10    | 5     |
| 2019                  | Halmstads BK          | Superettan            | 10          | 1           | 1           | -                     | -                     | -                     | -                              | -                              | -                              | -                              | 10    | 1     | 1     |
| Sous-total            | Sous-total            | Sous-total            | 82          | 15          | 5           | 6                     | 1                     | 1                     | -                              | -                              | -                              | -                              | 88    | 16    | 6     |
| 2019-2020             | FC Groningue          | Eredivisie            | 11          | 2           | 0           | -                     | -                     | -                     | -                              | -                              | -                              | -                              | 11    | 2     | 0     |
| 2020-2021             | FC Groningue          | Eredivisie            | 23          | 0           | 5           | -                     | -                     | -                     | -                              | -                              | -                              | -                              | 23    | 0     | 5     |
| 2021-2022             | FC Groningue          | Eredivisie            | 3           | 0           | 0           | -                     | -                     | -                     | -                              | -                              | -                              | -                              | 3     | 0     | 0     |
| Sous-total            | Sous-total            | Sous-total            | 37          | 2           | 5           | -                     | -                     | -                     | -                              | -                              | -                              | -                              | 37    | 2     | 5     |
| 2021-2022             | LOSC Lille            | Ligue 1               | 30          | 1           | 0           | 2                     | 0                     | 0                     | C1                             | 4                              | 0                              | 0                              | 36    | 1     | 0     |
| 2022-2023             | LOSC Lille            | Ligue 1               | 18          | 0           | 1           | -                     | -                     | -                     | -                              | -                              | -                              | -                              | 18    | 0     | 1     |
| 2023-2024             | LOSC Lille            | Ligue 1               | 25          | 1           | 0           | 2                     | 0                     | 0                     | C4                             | 11                             | 0                              | 1                              | 38    | 1     | 1     |
| 2024-2025             | LOSC Lille            | Ligue 1               | 30          | 2           | 0           | 2                     | 0                     | 0                     | C1                             | 13                             | 0                              | 1                              | 45    | 2     | 1     |
| Sous-total            | Sous-total            | Sous-total            | 103         | 4           | 1           | 6                     | 0                     | 0                     | -                              | 28                             | 0                              | 2                              | 137   | 4     | 3     |
| Total sur la carrière | Total sur la carrière | Total sur la carrière | 222         | 21          | 11          | 12                    | 1                     | 1                     | -                              | 28                             | 0                              | 2                              | 262   | 22    | 14    |

### En sélection nationale
| Saison                | Sélection             | Phases finales        | Phases finales | Phases finales | Éliminatoires | Éliminatoires | Ligue des nations | Ligue des nations | Matchs amicaux | Matchs amicaux | Total | Total |
| Saison                | Sélection             | Compétition           | M              | B              | M             | B             | M                 | B                 | M              | B              | M     | B     |
| --------------------- | --------------------- | --------------------- | -------------- | -------------- | ------------- | ------------- | ----------------- | ----------------- | -------------- | -------------- | ----- | ----- |
| 2021-2022             | Suède                 | -                     | -              | -              | -             | -             | 2                 | 0                 | -              | -              | 2     | 0     |
| 2022-2023             | Suède                 | -                     | -              | -              | 2             | 0             | -                 | -                 | 1              | 0              | 3     | 0     |
| 2023-2024             | Suède                 | -                     | -              | -              | -             | -             | -                 | -                 | 2              | 0              | 2     | 0     |
| 2024-2025             | Suède                 | -                     | -              | -              | -             | -             | 5                 | 0                 | 3              | 0              | 8     | 0     |
| Total sur la carrière | Total sur la carrière | Total sur la carrière | -              | -              | 2             | 0             | 7                 | 0                 | 6              | 0              | 15    | 0     |